# 魚竜形類
「魚竜形類」 (ぎょりゅうけいるい、Ichthyosauromorpha) は中生代に生息していた、魚竜型類とフーペイスクス類を含む、絶滅した海生爬虫類のクレードである。“Ichthyosauromorpha”の邦訳は定まっていないとされるが、恐竜類の分岐分類におけるクレード名の和訳に準じ「魚竜形類」と訳する。

## 発見の歴史
「魚竜形類」というクレードが初めて提唱されたのは、2014年に藻谷らが中国安徽省の約2億4800万年前の地層から発見した「カルトリンクス・レティカルプス」(Cartorhynchus leticarpus)の報告による。魚竜と、カルトリンクスを含む魚竜の祖先型である魚竜型類、さらにそれより古い時代に分岐したフーペイスクス類の共通祖先として定義されている。 

## 形態学的特徴
以下は引用文献による。
- 上腕骨と橈骨に前突起がある
- 上腕骨下端の幅は上端と同程度か大きい
- 前肢の長さは後肢と同じかそれより長い
- 手の大きさは上腕+前腕の長さの3/4より長い
- 脛骨の方が大腿骨より長い
- 椎体横突起が縮小もしくは消失している

## 分類
|  | フーペイスクス |
|  |                |

| ''Nasorostra'' | \| \| カルトリンクス \| \| \| \| |
|                | \| \| カルトリンクス \| \| \| \| |
|                | 魚鰭類                           |
|                |                                  |
|                | カルトリンクス                   |
|                |                                  |

|  | カルトリンクス |
|  |                |

|  | フーペイスクス |
|  |                |

| ''Nasorostra'' | \| \| カルトリンクス \| \| \| \| |
|                | \| \| カルトリンクス \| \| \| \| |
|                | 魚鰭類                           |
|                |                                  |
|                | カルトリンクス                   |
|                |                                  |

|  | カルトリンクス |
|  |                |

## 参照
1. 1 2 3  Motani, Ryosuke; Da-Yong Jiang; Guan-Bao Chen; Andrea Tintori; Olivier Rieppel; Cheng Ji & Jian-Dong Huang (2015). “A basal ichthyosauriform with a short snout from the Lower Triassic of China”. Nature 517 (7535):  485–488. doi:10.1038/nature13866. PMID 25383536.
2. ↑  Qiao, Yu; Jun Liu; Andrzej S. Wolniewicz; Masaya Iijima; Yuefeng Shen; Tanja Wintrich; Qiang Li & P. Martin Sander (2022). “A globally distributed durophagous marine reptile clade supports the rapid recovery of pelagic ecosystems after the Permo-Triassic mass extinction”. Communications Biology 5:  1242. doi:10.1038/s42003-022-04162-6.
3. ↑  Jiang, Da-Yong; Ryosuke Motani; Jian-Dong Huang; Andrea Tintori; Yuan-Chao Hu; Olivier Rieppel; Nicholas C. Fraser; Cheng Ji; Neil P. Kelley; Wan-Lu Fu & Rong Zhang (2016). “A large aberrant stem ichthyosauriform indicating early rise and demise of ichthyosauromorphs in the wake of the end-Permian extinction”. Scientific Reports 6:  26232. doi:10.1038/srep26232.
4. ↑  土屋健『生命の大進化40億年史 中生代編』講談社、2023年、34頁。
5. ↑  冨田幸光、對比地孝亘、三枝春生、池上直樹、平山廉、仲谷英夫「恐竜類の分岐分類におけるクレード名の和訳について」（pdf）『化石』第108巻、日本古生物学会、2020年9月、23-35頁。